# Euploea doretta
Euploea doretta is een vlinder uit de familie Nymphalidae, onderfamilie Danainae.
De wetenschappelijke naam van de soort is voor het eerst geldig gepubliceerd in 1894 door Arnold Pagenstecher.
De soort komt alleen voor in Papoea-Nieuw-Guinea.